# アブデュルハリク・レンダ
ムスタファ・アブデュルハリク・レンダ（Mustafa Abdülhalik Renda、1881年11月29日–1957年11月1日）は、トルコの官僚、政治家。トルコ大国民議会議長、財務相、国防相などを歴任した。

## 来歴

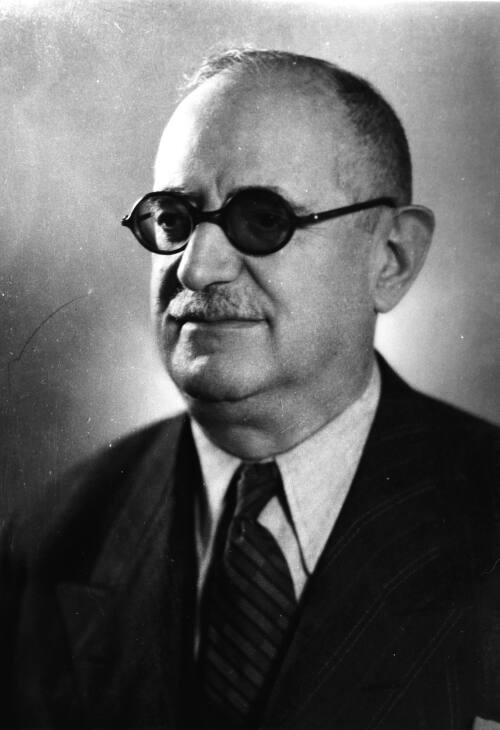
大国民議会議長当時のレンダ

オスマン帝国支配下のギリシア北部ヤニナで地元有力者の家庭に生まれる。ヤニナとイスタンブールの高校を卒業し、イスタンブールの行政高等学院に学ぶ。1903年7月に卒業し、農業銀行に入行。同年10月ロドス島の高校に数学、物理学、農業、保健、フランス語の教師として赴任。1904年8月にジェザイーリ・バフリ・セフィード県（エーゲ海・キプロス島などの島嶼部）の官吏となる。1906年にテペレナ郡、1908年にポゴン、1909年にデルヴィナ郡庁に勤務。また二度ベラト郡長を務めた。カヴァラ (ギリシャ)での勤務の後、1911年にチャムルク郡庁に任命される。1913年5月にスィイルト県長に転じ、1914年12月にビトリス県知事に就任した。1915年10月にアレッポ県知事に転じる。
1917年4月、内務省次官に転じる。第一次世界大戦終戦後の1918年11月にブルサ県知事に任命されたが、着任する前にダマト・フェリド・パシャ内閣により更迭され逮捕された。6ヶ月後、イスタンブールに進駐したイギリス軍によりマルタ島の刑務所へ送られた。マルタから帰還後の1922年1月、経済省次官に任命され、同月内務省次官に転じ、さらに4月にはコンヤ県知事に任命された。
同年独立戦争でイズミルが解放されると、9月にイズミル県知事に任命された。同年7月にはチャンクル選挙区から出馬してトルコ大国民議会議員に当選。1924年1月、第一次イノニュ内閣に財務相として入閣。第二次イノニュ内閣でも財務相に留任し、第三次イノニュ内閣から第五次イノニュ内閣では国防相に転じた。さらに1935年3月から1946年8月までトルコ大国民議会議長を務めた。イスタンブールのカドゥキョイ区エレンキョイで死去した。